# Puszkar

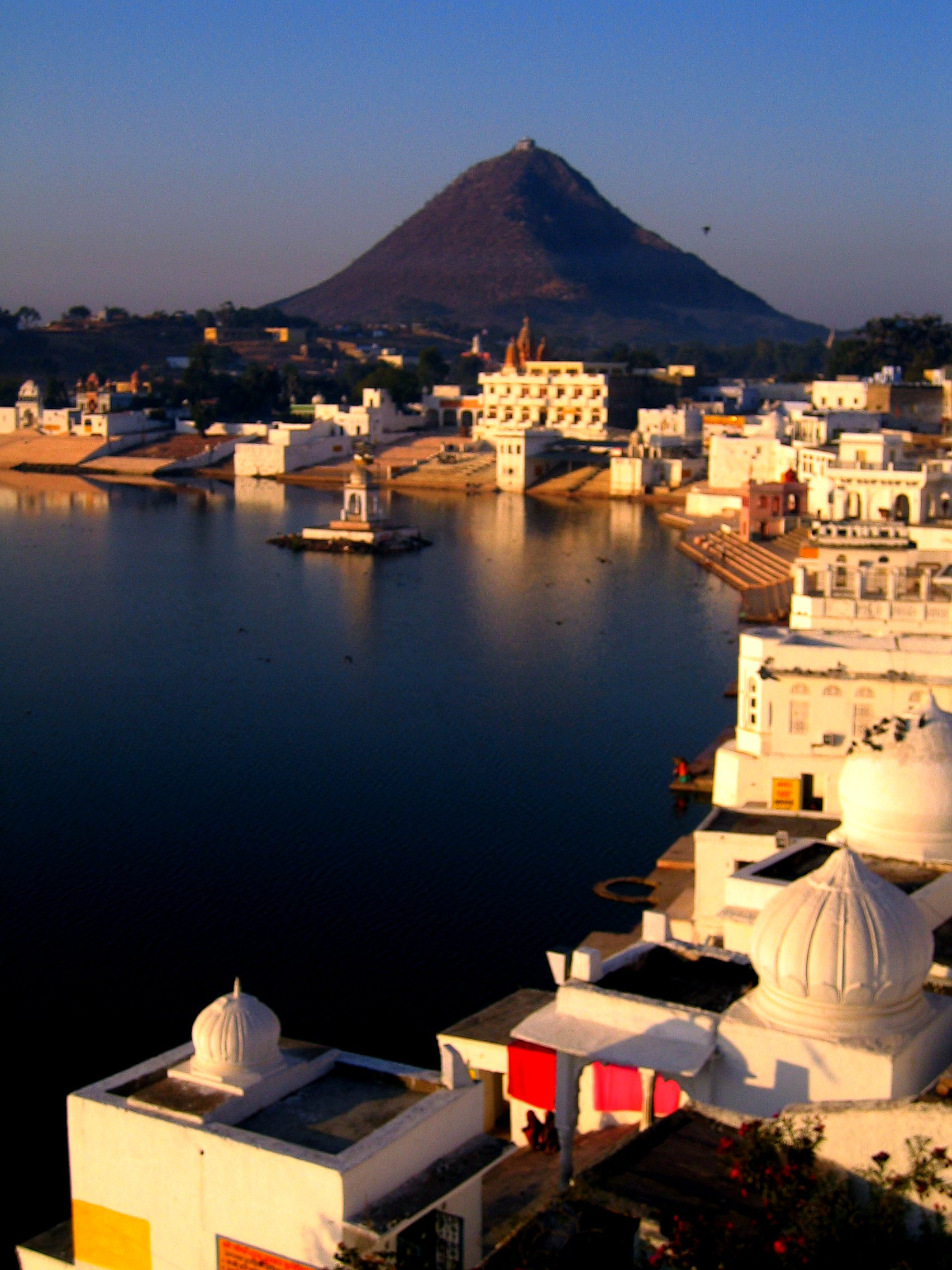
Ghaty nad jeziorem w Puszkarze

Pushkar (czytaj: Puszkar, dewanagari पुष्कर) – święte miasto (ośrodek kultu boga Brahmy) w stanie Radżastan w Indiach, 11 km na zachód od miasta Adźmer. Liczy ok. 11 000 mieszkańców (2005 r.) Znajduje się tu jedyna w Indiach (i jedna z niewielu na świecie) świątynia Brahmy.
Prastary ośrodek kultu boga-stworzyciela Brahmy nad jeziorem na skraju pustyni Thar. Według legendy Brahma chciał w miejscowym jeziorze dokonać samounicestwienia (jagna), a kiedy jego żona Sawitri nie przybyła na czas, wówczas poślubił inną kobietę. Rozgniewana Sawitri przeklęła Brahmę, że za karę nie będzie czczony nigdzie poza Pushkar.
Znajdujące się w pobliżu świątyni święte jezioro jest uważane za cudowne i uzdrawiające. Było i jest celem pielgrzymek nie tylko wyznawców hinduizmu, lecz także dźinizmu i sikhizmu. Nawet niektórzy mogolscy władcy muzułmańscy (np. Akbar) pielgrzymowali do Pushkar. Dopiero fanatyczny muzułmanin Aurangzeb zburzył wszystkie świątynie w XVII wieku. Większość budowli sakralnych odbudowano po 1947. Obecnie ważny ośrodek turystyczny i miejsce słynnych targów wielbłądzich.

## Zabytki
- Świątynia Brahmy w Puszkar
- świątynia Sawitri na wzgórzu za miastem
- świątynia Pap Mochani
- ghaty nad świętym jeziorem